# Лукьянович, Александр Владимирович
Александр Владимирович Лукьянович (20 февраля 1989 — 25 февраля 2022) — украинский военнослужащий, Герой Украины (2022, посмертно).

## Биография
Родился 20 февраля 1989 года в селе Поступель Ратновского района Волынской области. Работал электриком на железной дороге. С 2021 года проходил военную службу по контракту.
25 февраля 2022 года во время боя вблизи Киева, по заявлению Министерства Обороны Украины, Александр Лукьянович уничтожил около тридцати единиц техники противника. В тот же день получил смертельное ранение в результате авиационного удара. Остались жена, дочь и маленький сын.
28 июня 2023 года в День Конституции Украины президент Украины Владимир Зеленский передал орден «Золотая Звезда» членам семьи погибшего Героя Украины.
Похоронен в городе Владимир.

## Награды
- Герой Украины (02.03.2022, посмертно) «за личное мужество и героизм, проявленные в защите государственного суверенитета и территориальной целостности Украины, верность присяге».